# Dorfkirche Unterloquitz

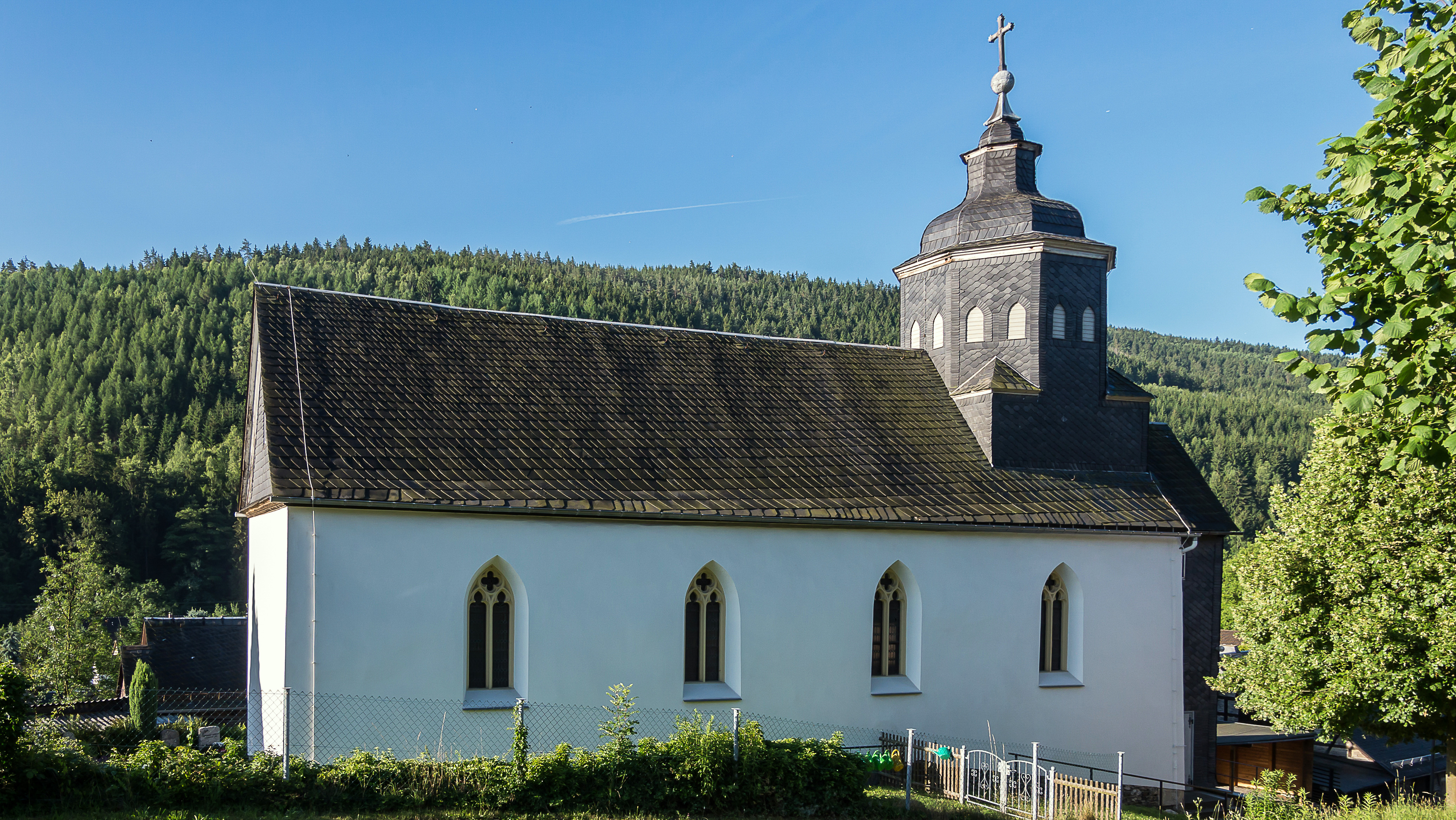
Dorfkirche Unterloquitz

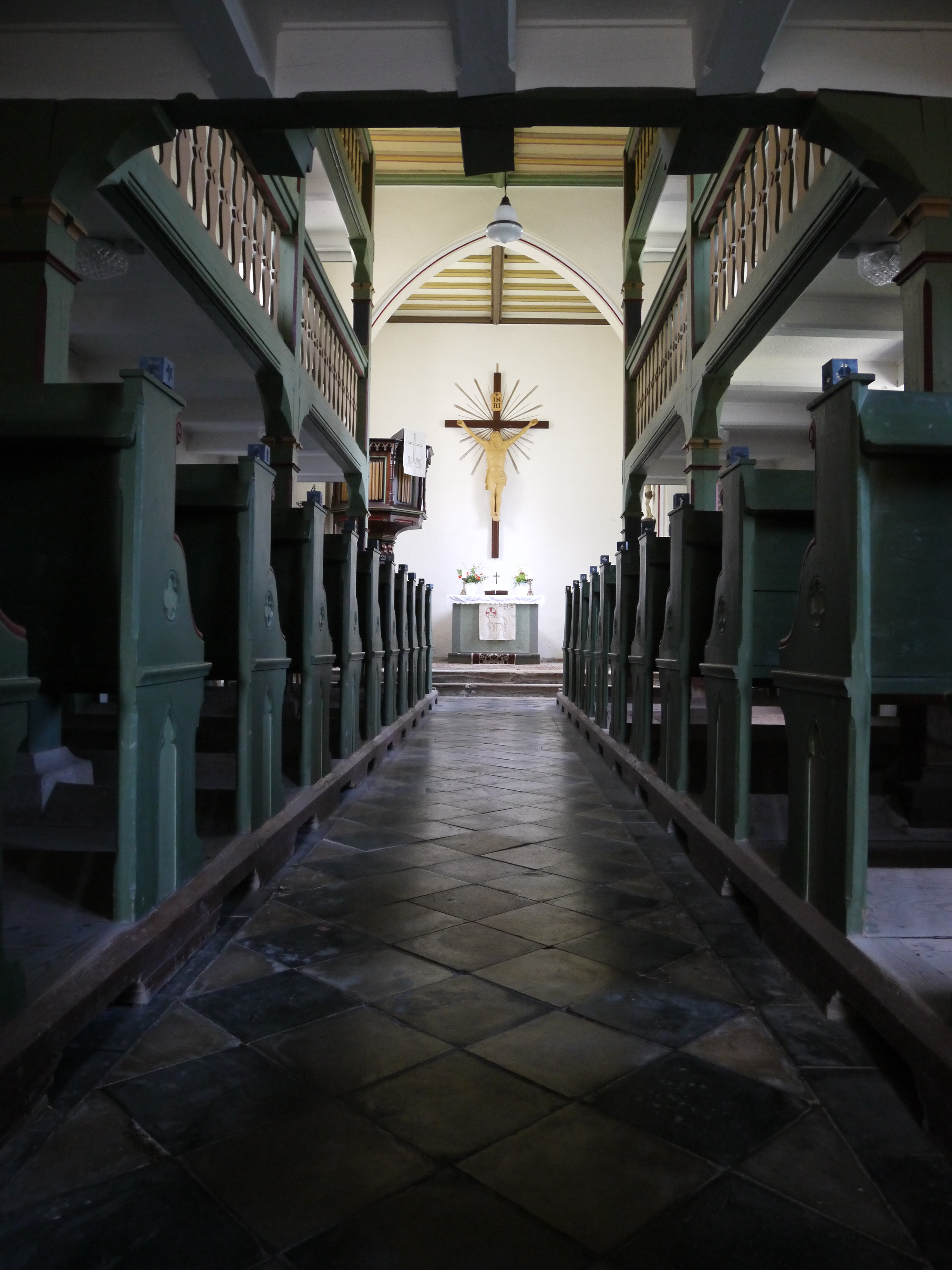
Innenansicht

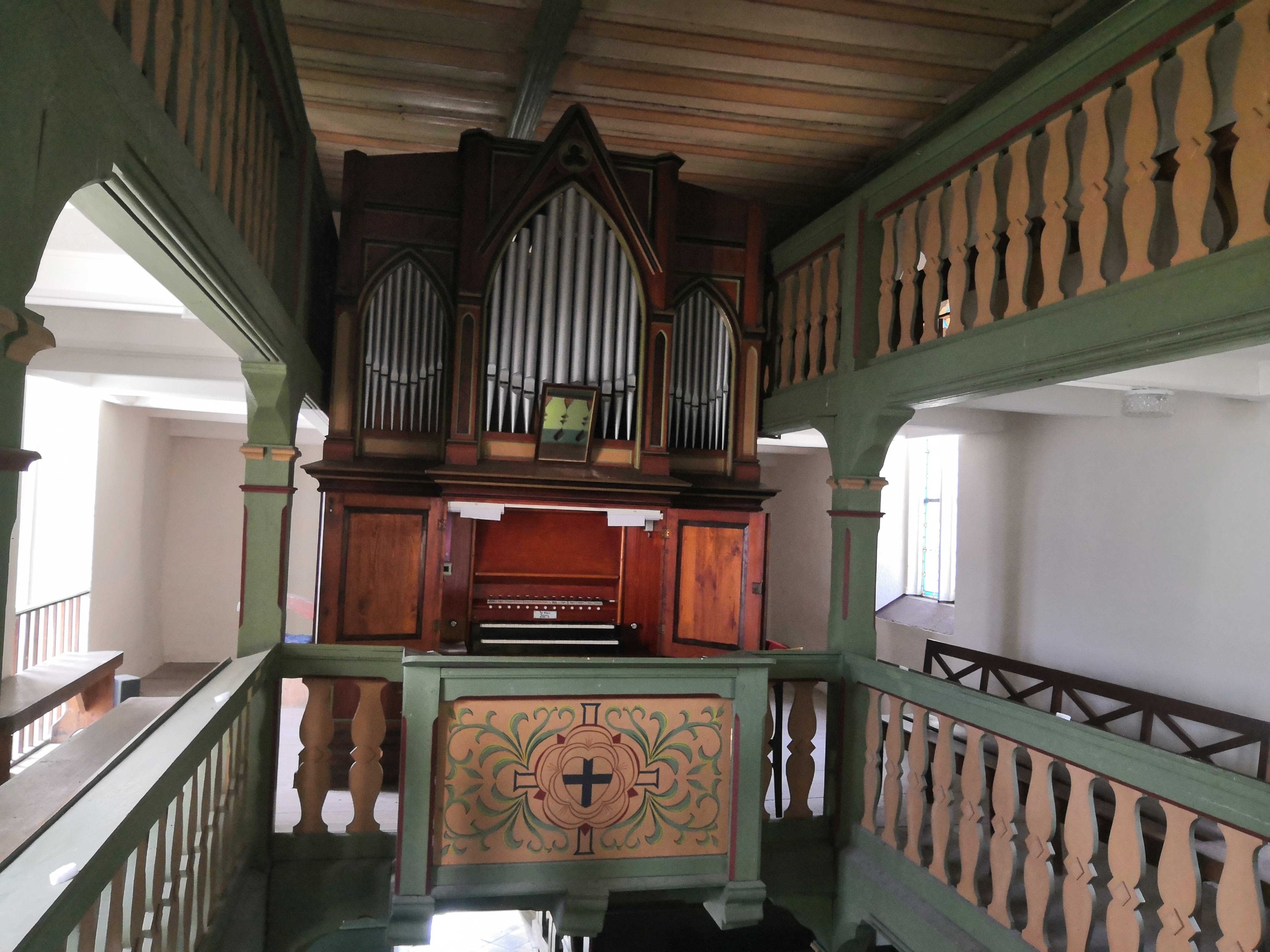
Orgel in der Dorfkirche Unterloquitz

Die denkmalgeschützte evangelisch-lutherische Dorfkirche Unterloquitz steht in Unterloquitz, einem Ortsteil von Probstzella im Landkreis Saalfeld-Rudolstadt in Thüringen. Die Kirchengemeinde Unterloquitz gehört zum Kirchspiel Probstzella im Kirchenkreis Rudolstadt-Saalfeld der Evangelischen Kirche in Mitteldeutschland.

## Architektur und Ausstattung
Die rechteckige Saalkirche von 1685 wurde nach einem Entwurf des Baurats Paul Rudolf Brechts 1890 wiederhergestellt. Aus dem Satteldach des Kirchenschiffs erhebt sich im Westen der schiefergedeckte Dachturm. Er hat zunächst einen quadratischen Querschnitt und setzt sich in einen achtseitigen Aufsatz fort, hinter dessen Klangarkaden sich der Glockenstuhl befindet. Darauf sitzt eine Haube, die mit einer Turmkugel und darüber liegendem Kreuz bekrönt ist. 
Der Innenraum hat hochgehende zweigeschossige Emporen und ist mit einer Holzbalkendecke überspannt. Zur Kirchenausstattung gehört ein neugotischer Kanzelaltar. Das Taufbecken aus Alabaster von 1658 ist mit Beschlagwerk verziert. Die Orgel mit 12 Registern, verteilt auf 2 Manuale und Pedal, wurde um 1890 von Adam Eifert gebaut.